# Шумський Петро Олександрович
Петро́ Олекса́ндрович Шу́мський (нар. 1916 — пом. 1988) — радянський науковець українського походження, один із засновників радянської школи гляціології, дослідник Арктики і Антарктики. Доктор географічних наук (з 1948 року).

## Життєпис
Народився у м. Ніжин Чернігівської області 31.12.1915 (13.1.1916). Після закінчення географічного факультету Ленінградського університету виїхав у експедицію на острови Де-Лонга, де потрапив на вимушену зимівлю у 1937—1938 роках. Далі була участь в початковій стадії дрейфу «Георгія Сєдова».
У роки німецько-радянської війни працював геологом у експедиції на Памірі.
Брав участь в експедиціях по Кольському півострову і на Нову Землю, у 1947—1948 роках зимував на Землі Франца-Йосифа.
У 1952—1953 роках П. О. Шумський очолював гляціологічний загін експедиції Інституту мерзлотознавства АН СРСР, який вивчав підземні льоди і будову мерзлих порід у долинах якутських річок Яни та Індигірки.
У 1954 році працював на радянській дрейфуючій станції «СП-3». Вивчав будову морського льоду Північного Льодовитого океану, обстежив льодовикові куполи Північної Землі і, повторно, Землі Франца-Йосифа.
У 1955—1957 роках брав участь у роботі І радянської антарктичної експедиції як науковий консультант, першим ступив на кригу Антарктиди. У 1957—1958 роках очолював гляціологічний загін ІІ радянської антарктичної експедиції.
У 1959—1961 роках — директор Інституту мерзлотоведення імені В. О. Обручева АН СРСР.
У 1960-х роках розробив методику наближеного визначення швидкості зміни товщини центральних районів Антарктиди за швидкістю деформації на поверхні; для вирішення цієї проблеми організував у 1964 році радянсько-французький загін і сам брав участь у поході до Південного геомагнітного полюсу. Обирався президентом Міжнародної комісії снігу і льоду.
У 1971—1987 роках працював в Науково-дослідному інституті механіки Московського університету

## Нагороди і почесні звання
- орден Трудового Червоного Прапора;
- Заслужений діяч науки РРФСР;
- лауреат Державної премії СРСР;
- Почесний полярник;
- медалі.

## Основні праці
- Шумський П. О. «Сучасне заледеніння Радянської Арктики». // «Вопросы географии», М.: ОГИЗ, 1947.
- Шумський П. О. «Основи структурного кригознавства». — М.: Вид-во АН СРСР, 1955.
- Шумський П. О. «Нарис історії дослідження підземних льодів». / АН СРСР, Північно-Східне від. Ін-ту мерзлотоведення ім. В. О. Обручева. — Якутськ: Якуткнигоиздат, 1959.
- Красс М. С., Шумський П. О. «Динаміка і тепловий режим льодовиків». — М.: Наука, 1983.
- Соломатін В. І., Попов О. Й., Шумський П. О. «Петрогенез підземних льодів». — Наука, Сибірське від., 1986.

## Пам'ять
Ім'ям П. О. Шумського названі льодовики на Землі Франца-Йосифа і в Джунгарському Алатау.